# Ténia
A Ténia női név eredete bizonytalan, talán az Antónia vagy valamelyik -ténia végződésű név becenevéből önállósult.

## Rokon nevek
Antónia, Antoniett, Antonietta, Antoanett, Antonella

## Gyakorisága
Az újszülötteknek adott nevek körében az 1990-es években szórványos volt. A 2000-es és a 2010-es években sem szerepelt a 100 leggyakrabban adott női név között.
A teljes népességre vonatkozóan a Ténia sem a 2000-es, sem a 2010-es években nem szerepelt a 100 leggyakrabban viselt női név között.

## Névnapok
május 3.